# Eos Chater
Eos Counsell, (27 de enero de 1976) nació en Cardiff, Wales. Violinista y compositora. Algunas veces solo llamada Eos, es el segundo violín del cuarteto de cuerdas británico australiano llamado Bond.

## Biografía
Está casada con el editor Jerry Chater. Comenzó a tocar el violín cuando tenía cuatro años de edad, creció rodeada de música, su mamá tocaba la flauta y su hermana mayor tocaba también el violín. Chater estudió en el Royal College of Music en Londres, Inglaterra. Antes de ser parte del grupo Bond trabajó para el grupo de “La Divina Comedia”, también tuvo algunas colaboraciones con personas como Julian Cope, Gabrielle, Mark Knopfler y Paul McCartney; ha tenido importantes aportaciones musicales para películas como Harry Potter, Stardust y Hunky Dory.

## Carrera profesional
Dentro de la agrupación ha tenido aportaciones importantes, ha prestado su voz para canciones como: Viva, Samba, Fly Robin Fly, Duel, Shine, Ride, Hungarian, Elysium, Pump It y Diablo que es la única canción cantada de Bond a excepción de Wintersun. 
Ha compuesto piezas como Bella Donna,  Ride y West With The Night inspirada en el libro del mismo nombre, además participó como arreglista para la canción Midnight Garden.
Aunque la agrupación (Bond) sigue vigente, Eos trabaja por su cuenta en varias colaboraciones musicales recientemente participó como coaching de Benedict Cumberbatch (actor de la serie Sherlock)